# Cryptogeld
Cryptogeld is waarde in de vorm van een bedrag in een cryptovaluta of -activa, of – met een Engels woord – cryptocurrency. De verschillende soorten valuta die er bestaan worden samen vaak aangeduid als cryptomunten. Cryptomunten worden vaak gezien als een soort digitale munteenheden, maar worden ook vaak omschreven als een soort obligaties, aandelen of handelswaar. Vanwege deze onduidelijkheid bestempelen sommigen cryptogeld als een geheel eigen klasse in de financiële wereld.
Bitcoin en Ethereum zijn de meest gekende en populaire crypto-activa.
Cryptogeld is omstreden bij de autoriteiten. De Autoriteit Financiële Markten waarschuwde in 2017 voor de risico's van investeren in virtuele valuta, een waarschuwing die in maart 2022 herhaald werd door de Europese Bankautoriteit. Daar staat tegenover dat instanties wel de mogelijkheden van de techniek achter cryptovaluta erkennen, zoals De Nederlandsche Bank (DNB). Aanbieders van cryptomunten moeten sinds 2020 bovendien een officiële registratie DNB bezitten om in Nederland te mogen opereren. Tientallen cryptobedrijven zijn inmiddels in het bezit van deze registratie.

## Achtergrond
Cryptogeld wordt geregistreerd op een blockchain. Soms is er een aparte blockchain voor één cryptovaluta, in andere gevallen registreert één blockchain meerdere valuta en/of ook andere data. Er zijn in 2022 meer dan 1000 soorten blockchains waarvan minstens vier blockchain-netwerken. Een bedrag van een bepaald aantal maal de munteenheid is een output van een transactie die gebruikt is of kan worden als input van een latere transactie. De gegevens per transactie zijn de publieke sleutel van de nieuwe eigenaar, een hash van de combinatie van de gegevens van de vorige transactie en deze publieke sleutel, en de digitale handtekening van de vorige eigenaar. De nieuwe eigenaar kan vaak zelf niet gemakkelijk controleren of een van de vorige eigenaren het bedrag niet meermalen heeft uitgegeven. Dat doet een netwerk van knooppunten die elk een overzicht hebben van alle (recente) transacties. Het kan daardoor even duren voordat de nieuwe eigenaar hier voldoende zekerheid over heeft. Dat duurt in ieder geval tot de transactie in een blok is verwerkt; dit kan, afhankelijk van de cryptovaluta, lang duren als de betaler een lage fee betaalt in verhouding tot het aantal bytes (onafhankelijk van het bedrag van de betaling zelf). Vervolgens wordt naarmate nieuwe blokken op het blok met de transactie voortbouwen het door het netwerk terugdraaien van de transactie snel steeds onwaarschijnlijker.
Vaak wordt een proof-of-work-schema gebruikt voor een systeem van consensus op basis van rekenkracht dat bescherming moet bieden tegen manipulatie en vervalsing.
Vaak wordt met elk nieuw blok een bedrag in de cryptovaluta in omloop gebracht door dit automatisch toe te kennen aan de vinder van het blok. Dit wordt wel het "delven" van nieuwe geldwaarde genoemd. Het zoeken van een geldig blok wordt mining genoemd. De waarde van cryptogeld wordt bepaald door vraag en aanbod, waarbij ook de kosten meespelen van het vinden van een nieuw blok, dat bij proof of work veel rekenkracht en elektriciteit vergt.
In de software is vastgelegd welk bedrag de beloning is (soms wordt dit volgens een van tevoren bepaald schema steeds na een aantal blokken minder, en uiteindelijk nul). De moeilijkheidsgraad van de proof of work kan ook zo geregeld worden dat de blokfrequentie rond het gewenste niveau blijft. Dit is vergelijkbaar met de winning van edelmetalen, waarvan de schaarste en moeite die het kost ze te delven de waarde mede bepaalt. Verder wordt de waarde bepaald door het totale reeds 'gedolven' bedrag en door de gebruikers die ermee gaan handelen.
Cryptogeld is doorgaans gebaseerd op peer-to-peerverbindingen en gedecentraliseerd (zonder centrale server). Alle varianten van cryptogeld zijn gebaseerd op het eerste concept: de bitcoin.
Cryptogeld is ook zo ontworpen dat verzekerd is dat tegoeden nooit door de autoriteiten bevroren kunnen worden. Bestaande cryptogeldsystemen zijn allemaal pseudo-anoniem. Het is mogelijk geldstromen niet gemakkelijk traceerbaar te maken. Overmaken van geld gaat niet op naam maar gebeurt op basis van cryptogeldadressen. Iemand kan voor ieder te ontvangen bedrag een nieuw cryptogeldadres genereren. Er zijn wel suggesties gedaan om tot algehele anonimiteit te komen. Daarnaast zijn er zgn laundry-diensten, waarbij verschillende betalingsstromen door elkaar gegooid worden, waardoor wel een bepaalde vorm van anonimiteit gegarandeerd kan blijven.

## Geschiedenis
Vroege pogingen om versleuteling (cryptografie) met elektronische valuta te combineren stammen van David Chaum, die DigiCash en ecash bedacht om elektronische geldtransacties versleuteld te kunnen verzenden. De eerste echte cryptomunt was Bitcoin dat in 2009 door een softwaremaker met pseudoniem Satoshi Nakamoto werd ontworpen. Dit systeem gebruikt de hashmethode SHA-256 als het proof-of-work-schema.
Later werd in andere cryptogeldsoorten gestreefd naar het decentraliseren, waardoor censuur op de munt bemoeilijkt zou worden, en de anonimiteit vergroot. Zo ontstonden Namecoin (een poging om met gedecentraliseerde DNS te werken), Litecoin (die scrypt als proof-of-work gebruikt en snellere transactiebevestigingen kan versturen) en PPCoin (die een hybride proof-of-work/proof-of-stake met reservecodeblokken gebruikt, en een inflatie van ongeveer 1% kent). Veel vergelijkbare andere cryptogeldsoorten ontstonden daarna in rap tempo. Ze hadden echter niet allemaal succes omdat veel soorten maar weinig vernieuwing hadden, en de markten al volliepen met de al bestaande cryptogeldsoorten.
Gedurende de eerste jaren dat cryptogeld bestond kreeg het geleidelijk meer aandacht in de media en van het publiek. Vooral periodes waarin de koers van bitcoin snel steeg, trokken de aandacht. Dat gebeurde bijvoorbeeld in 2013, toen de munt voor het eerst in de buurt van 1.000 dollar kwam. De pieken in 2017 (ca 20.000 dollar) en 2021 (ruim 60.000 dollar) zorgden opnieuw voor veel belangstelling. Nadruk lag op die momenten vooral op het speculatieve aspect.
Het jaar 2022 kenmerkte zich door een aantal forse tegenvallers voor de cryptobranche, met als gevolg dat ook de koersen kelderden. Een belangrijke gebeurtenis was de crash van cryptomunt Luna en de daaraan gekoppelde munt UST. Ogenschijnlijk uit het niets zakte de waarde van LUNA in mei binnen 48 uur van zo'n 85 dollar naar bijna 0. De UST, die altijd een waarde van 1 dollar zou moeten hebben, zakte naar 10 cent. De oorzaak hiervan ligt in een algoritme dat de munten automatisch onderling verhandelt, maar in een negatieve spiraal belandde.
In november 2022 viel het doek voor cryptoreus FTX. De cryptobeurs stond bekend als een van de betrouwbaarste beurzen ter wereld, maar niets bleek minder waar. Eigenaar Sam Bankman-Fried bleek met grote sommen geld te schuiven tussen FTX en zijn hedgefonds Alameda. Toen dit bekend werd, trokken grote investeerders zich terug uit FTX waardoor er uiteindelijk te weinig geld overbleef om tegoeden van beleggers te kunnen garanderen. Het bedrijf ging uiteindelijk failliet en Bankman-Fried wordt sindsdien onderzocht.
De val van FTX zorgde voor veel onzekerheid op de cryptomarkt. De koers van bitcoin daalde in een paar dagen tijd van ruim 21.000 euro naar ongeveer 15.000 euro. Consumenten konden fluiten naar hun geld en cryptobedrijven die een deel van hun geld op de beurs van FTX hadden staan, kwamen ook in de problemen. In Nederland had het gevolgen voor de grootste cryptobeurs van het land, Bitvavo, die tientallen miljoenen dreigde te verliezen.
In april 2023 werd CoinLoan failliet verklaard. Het faillissement van dit bedrijf bracht de Belgische cryptobeurs Bit4you in de problemen.

## Wallets en exchanges

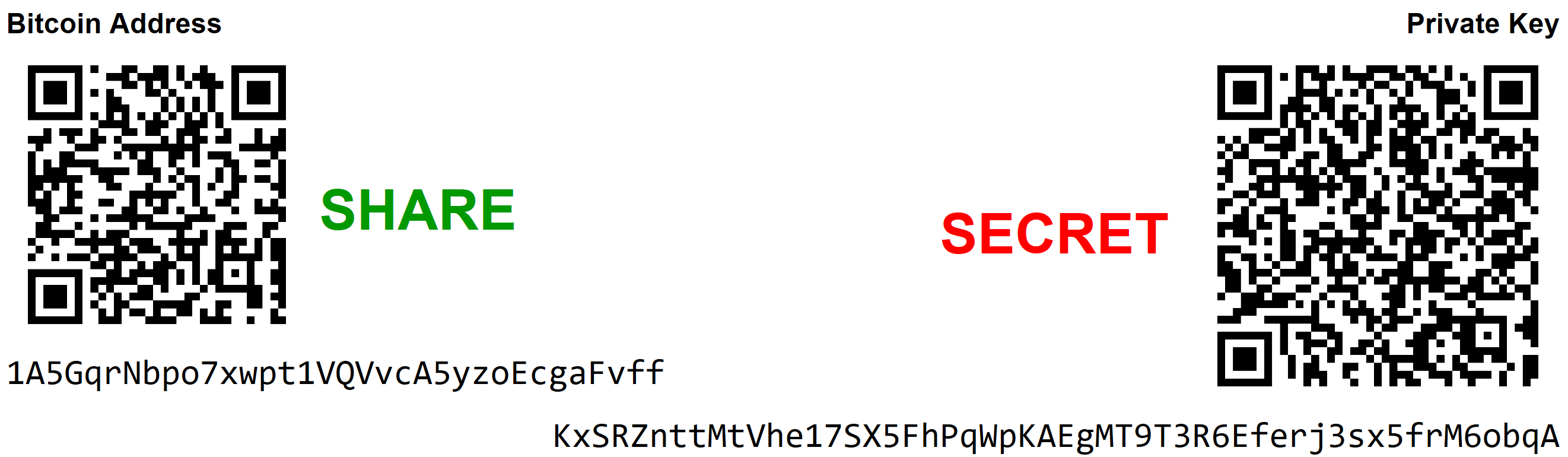
Een voorbeeld van een printbare papieren bitcoin 'wallet' die bestaat uit één bitcoin adres om te ontvangen en de bijbehorende 'private key' om te spenderen

Het begrip wallet (portemonnee) wordt onder meer omschreven als 'houder van sleutels die transacties kan creëren en uitzenden'.
Om cryptomunten te bewaren is een wallet nodig. Een wallet kiezen is belangrijk, want deze moet veilig zijn en hackers geen mogelijkheid geven om bij de munten te komen.
Bij gebruik van een online wallet worden de private sleutels beheerd door een vertrouwde derde partij. Sommige providers gebruiken tweefactorauthenticatie voor extra beveiliging. In dat geval is een keylogger niet genoeg voor een hacker om de inloggegevens te stelen en toegang te krijgen. Cryptovalutabeurzen (cryptocurrency exchanges) koppelen de wallet van de gebruiker aan hun centraal beheerde wallets. Bijvoorbeeld: bij het verhandelen van bitcoins tussen gebruikers op de cryptobeurs Kraken, worden de transacties geschreven in hun privé-grootboek (off-chain-transactie). Alleen wanneer een gebruiker zijn cryptovaluta in de exchange wil invoeren of wanneer hij crypto's uit de exchange wil halen, wordt de transactie op de openbare bitcoin blockchain (on-chain-transactie) geschreven. Om een transactie te initiëren of te verifiëren, maakt de cryptowallet verbinding met een client of knooppunt op het netwerk om het verzoek te verwerken.
Een veiligere manier voor het bewaren van de munten is door gebruik te maken van een hardware wallet. Deze kan thuis worden bewaard, en er komt geen derde partij bij kijken. Met die wallet wordt er een private key gegenereerd waar alleen de gebruiker bij kan. Deze moet goed bewaard worden: als de hardware wallet kwijt is, zijn de munten voor altijd verdwenen.
In het geval van bitcoin zijn er verschillende soorten clients zoals: volledige clients, headers-only clients, thin clients en mining-clients. Sommigen van hen kunnen transacties verwerken en sommige hebben ook hun eigen wallet-functionaliteit. Volledige clients verifiëren transacties rechtstreeks op een lokale kopie van de blockchain, of een subset van de blockchain. Lichtgewicht klanten raadplegen volledige klanten.

## Privacy
Bij veel cryptovaluta, waaronder bitcoin, geldt dat van elk adres alle in- en uitgaande transacties in termen van de adressen van resp. betaler en ontvanger(s) openbaar zijn, met datum. De privacy wordt vergroot door zoveel mogelijk steeds nieuwe bitcoinadressen te gebruiken, of middels specifieke mixing services. Er zijn ook zogenaamde privacycoins waarbij alle transacties onopspoorbaar zijn.
"Privacy" ten opzichte van de overheid heeft als keerzijde dat deze de opsporing van belastingontduiking en andere illegale praktijken kan bemoeilijken. Cryptogeld wordt aangemerkt als witwasrisico. Eind 2023 werd Binance veroordeeld omdat het betalingen tussen terroristische organisaties had vergemakkelijkt. Het kreeg een boete van 4 miljard dollar opgelegd.

## Proof-of-workschema's
De meest gebruikte proof-of-workmethoden (PoW) zijn SHA-256 (dat door bitcoin werd gebruikt) en scrypt (dat in de munteenheden van Litecoin is geïmplementeerd). Sommige cryptogeldsoorten, zoals PPCoin, gebruiken een gecombineerde proof-of-work-proof-of-stake-methode (PoS). Bij proof-of-stake wordt er geen gebruik gemaakt van het zogenaamde mining, dat heel veel energie kost. Bij het proof-of-staking kunnen cryptobeleggers hun crypto vastzetten tegen een vergoeding. Omdat de gekozen munt in waarde kan dalen tijdens de staking periode is dit niet zonder risico.
Er zijn speciale ASICs voor bitcoinmining. Voor sommige andere cryptovaluta is de proof of work speciaal zodanig ontworpen dat met een gewone computer ook naar evenredigheid kan worden verdiend met mining, zodat het minen een breder draagvlak heeft, en grote miningbedrijven niet te veel macht krijgen.

## ICO
Een initial coin offering (ICO) is een vorm crowdfunding, waarbij een bedrijf of organisatie (al of niet met cryptogeld als hoofdactiviteit) het publiek tegen betaling digitale tokens (een vorm van cryptogeld) verstrekt. Een verwante term is token generation event (TGE). Bij een meerderheid van de ICO's wordt gebruik gemaakt van de blockchain van Ethereum, onder meer wegens Ethereums smart contract feature (ERC20 tokenstandaard). In veel andere gevallen wordt een eigen blockchain gebruikt. Verder is er nog het Waves platform, dat niet alleen zijn eigen cryptovaluta heeft, maar ook ontworpen is om organisaties bij te staan bij hun eigen ICO.
De Autoriteit Financiële Markten waarschuwt voor de risico's bij ICO's.

## Regulering en fiscale aspecten
In Nederland moet de waarde van cryptogeld onder "Overige bezittingen" worden aangegeven in box 3. Gezien de vaak grote fluctuaties van de waarde is de peildatum van 1 januari extra relevant.
Afhankelijk van de jurisdictie maakt het soms verschil of cryptovaluta worden aangemerkt als valuta (currency), zoals in Japan, of als andere bezittingen (asset), zoals in Nederland en Australië.
De internationale financiële toezichthouder Financial Stability Board waarschuwde er begin 2022 voor dat het cryptogeld de stabiliteit van het wereldwijde financiële systeem ondergraaft.
De EU heeft een cryptowet gepubliceerd met onder meer vereisten voor aanbieders van cryptoactivadiensten.
De Europese Commissie heeft op 30 juni 2023 een nieuw wettenpakket in laten gaan om de cryptomarkt te reguleren, getiteld MiCAR (Verordening Markten in Cryptoactiva). MiCAR wordt trapsgewijs van toepassing. Een gedeelte van de verordening is direct bij inwerkingtreding van toepassing geworden. Een klein gedeelte van de bepalingen is vanaf 30 juni 2024 van toepassing en het grootste gedeelte van de verordening is van toepassing vanaf 30 december 2024. De verordening heeft directe werking. Desalniettemin is voor Nederland een Uitvoeringswet verordening cryptoactiva noodzakelijk. Cryptoactiva worden gedefinieerd als weergaven van waarden of rechten, die elektronisch overgedragen kunnen worden via gedistribueerde grootboektechnologie (distributed ledger technology, DLT) of vergelijkbare technologie.
In de Verenigde Staten is de Commodity Futures Trading Commission toezichthouder.

## Gebruik bij criminaliteit
Met cryptovaluta kunnen criminelen snel en makkelijk, internationaal en relatief anoniem zakendoen.
In maart 2019 bracht de eerste openbare veiling van door de Belgische gerechtelijke autoriteiten inbeslaggenomen cryptomunten in totaal 332.987 euro op. Deze cryptomunten werden in 2015 in beslag genomen in het kader van drugshandel.

## Kritiek
De Bank voor Internationale Betalingen vatte verschillende kritiekpunten op cryptovaluta samen in Hoofdstuk V van hun jaarverslag van 2018. De kritiekpunten omvatten het gebrek aan stabiliteit in hun prijs, het hoge energieverbruik, hoge en variabele transactiekosten, de slechte beveiliging en fraude bij cryptovalutabeurzen, kwetsbaarheid voor waardevermindering (door forking) en de invloed van miners.

### Zeepbel
Bitcoin is door acht winnaars van de Nobelprijs voor Economie gekarakteriseerd als een speculatieve zeepbel: Paul Krugman, Robert J. Shiller, Joseph Stiglitz, Richard Thaler, James Heckman, Thomas Sargent, Angus Deaton, en Oliver Hart; en door functionarissen van de centrale bank, waaronder Alan Greenspan, Agustín Carstens, Vítor Constâncio, en Nout Wellink.
Investeerders Warren Buffett en George Soros hebben het respectievelijk gekarakteriseerd als een "luchtspiegeling" en een "zeepbel" terwijl zakenlieden Jack Ma en CEO van JP Morgan Chase Jamie Dimon het respectievelijk een "zeepbel" en "fraude" hebben genoemd, hoewel Jamie Dimon later zei dat hij spijt had dat hij Bitcoin een fraude had genoemd. BlackRock CEO Laurence D. Fink noemde Bitcoin een "index voor witwassen".
In juni 2022 stelde zakenmagnaat Bill Gates dat cryptovaluta 'voor 100% gebaseerd zijn op de 'Greater fool theory', de theorie dat een "mindere dwaas" betaalt voor een te duur bezit, in de hoop dat ze het kunnen verkopen aan een nog "grotere dwaas" om winst kunnen maken.